# قائمة مؤقتة لمواقع التراث العالمي في تركيا
القائمة المؤقتة لمواقع التراث العالمي لليونسكو في تركيا. (بالإنجليزية: Tentative list of World Heritage Sites in Turkey، بالتركية: Türkiye'deki Dünya Mirasları listesi)، (لمعرفة المعايير انظر موقع تراث عالمي)